# Iliosakralgelenk
Das rechte und linke Iliosakralgelenk (ISG; lateinisch Articulatio sacroiliaca), Sakroiliakalgelenk, Kreuzbein-Darmbein-Gelenk oder kurz Kreuz-Darmbein-Gelenk ist die gelenkige Verbindung zwischen dem Kreuzbein (Os sacrum) und dem Darmbein (Os ilium).

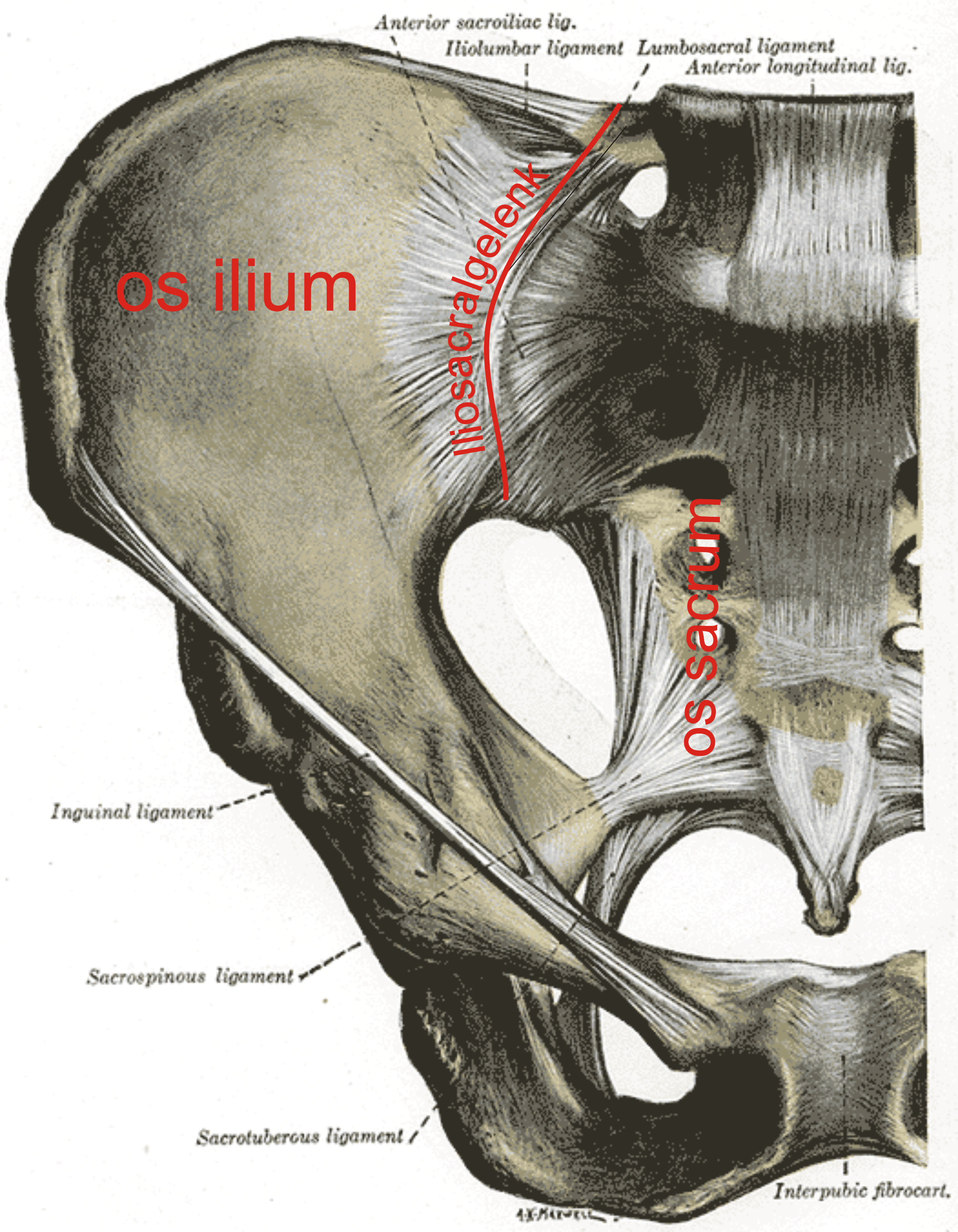
Beckengelenke – Vorderansicht

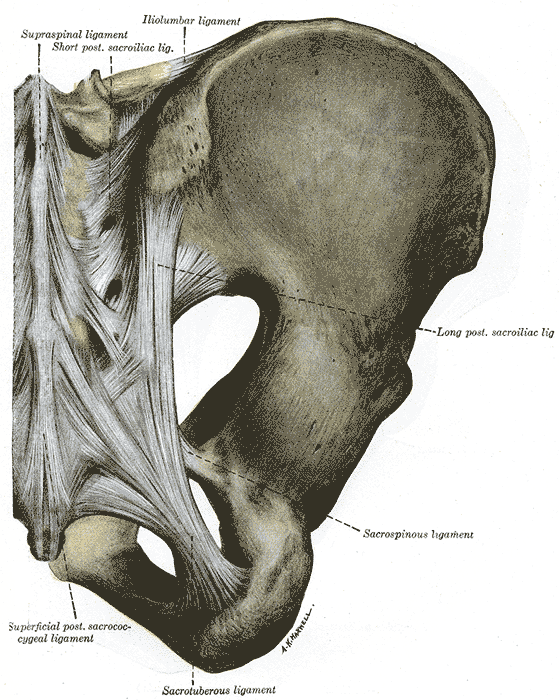
Beckengelenke – Rückansicht

## Anatomie
Das Iliosakralgelenk ist ein straffes, wenig bewegliches Gelenk (Amphiarthrose) mit einer engen Gelenkhöhle. Es wird aus der Gelenkfläche am Os sacrum (Kreuzbein) und am Os ilium (Darmbein) gebildet. Daraus ergibt sich die deutschsprachige Bezeichnung Kreuz-Darmbein-Gelenk. Die beiden aneinanderstoßenden Gelenkflächen werden jeweils Facies auricularis genannt. Um diese Gelenkflächen stellt Faserknorpel (Ligamenta sacroiliaca interossea) die weitere Verbindung her. Aufgrund des (reibungsfrei gedachten) Gelenkspaltes können die Gelenkflächen des Iliosakralgelenks ausschließlich Normaldruckkräfte übertragen. Die Bänder (Ligamentum sacrotuberale, Lig. sacrospinale, Ligg. sacroiliaca anteriora, Ligg. sacroiliaca posteriora und Ligg. iliolumbalia) müssen alle weiteren Kräfte so weit kompensieren, dass die resultierende Kraft stets durch das momentane Bewegungszentrum des Gelenkes verläuft (statische Gleichgewichtsbedingung echter Diarthrosen).

## Bewegungen
Die geringen Bewegungen im Iliosakralgelenk finden nahezu ausschließlich in der Sagittalebene statt, sie werden als Nutation und Kontranutation bezeichnet.
Durch eine Nutationsbewegung im Iliosakralgelenk und die damit verbundene Dehnung der Schambeinfuge vergrößert sich die Weite des Beckenrings, was eine praktische Bedeutung für den Durchtritt des Kopfes des Kindes bei der Geburt hat, unter der es zu einer hormonell gestützten Erweichung der Bänder kommt. Hierbei wird das Promontorium (lat. für „Vorgebirge“) des Kreuzbeins kaudoventral und das Steißbein kraniodorsal verlagert, wodurch der Sagittaldurchmesser (Conjugata recta) des Beckenausgangs größer und der Diameter conjugata des Beckeneingangs kleiner wird. Das Kreuzbein vollzieht damit eine Beugung (Flexion), das Darmbein eine Drehung (Rotation) mit Verlagerung des Darmbeinkamms (Crista iliaca) nach hinten (Retroversion, Ilium posterior). Die Achse der Rotationsbewegung liegt im Bereich der Ansatzstellen der Ligg. sacroiliaca interossea.

## Erkrankungen
Brüche und Verrenkungen des Kreuz-Darmbein-Gelenks können bei Stürzen, ruckartigen Bewegungen sowie Verdrehungen des Beckens auftreten. Akute und chronische Entzündungen sind möglich. Beim Morbus Bechterew sind sehr oft die Iliosakralgelenke betroffen. Die dabei häufig auftretende Entzündung des Kreuzbein-Darmbeingelenks (Sakroiliitis) ist ein diagnostisches Kriterium in der Frühdiagnose.
Das Gelenk spielt auch in vielen alternativmedizinischen Richtungen eine besondere Rolle; beispielsweise in der manuellen Medizin, der Osteopathie, der Chiropraktik, der Craniosacralen Therapie und der Dorn-Therapie („Beckenblockade“).
Die bereits von John Hunter und Eduard Sandifort beobachtete Verknöcherung des Iliosakralgelenkes ist pathognomonisch für die ankylosierende Spondylitis.
Das Gelenk kann von Arthrose betroffen sein, siehe Iliosakralgelenksarthrose.